# San Giovanni del Dosso
San Giovanni del Dosso is een gemeente in de Italiaanse provincie Mantua (regio Lombardije) en telt 1229 inwoners (31-12-2004). De oppervlakte bedraagt 15,2 km², de bevolkingsdichtheid is 79 inwoners per km².

## Demografie
San Giovanni del Dosso telt ongeveer 584 huishoudens. Het aantal inwoners daalde in de periode 1991-2001 met 3,6% volgens cijfers uit de tienjaarlijkse volkstellingen van ISTAT.
| Jaar | Inwoneraantal |
| ---- | ------------- |
| 1991 | 1224          |
| 2001 | 1180          |

## Geografie
San Giovanni del Dosso grenst aan de volgende gemeenten: Concordia sulla Secchia (MO), Mirandola (MO), Poggio Rusco, Quistello, San Giacomo delle Segnate, Schivenoglia, Villa Poma.